# Killing Room
Killing Room je počítačová hra od českého studia Alda Games. Jedná se o rogue like střílečku z pohledu první osoby. Hra vyšla 21. října 2016 na Steamu.

## Hratelnost
Hra je zasazeno do poloviny 22. století. Chudoba vede řadu lidí k účasti v reality show Killing Room. Ti, kteří vyhrají, získají velkou sumu peněz. Musí však projít několika patry plnými monster, které stvořila laboratoř Gore Research Centre. Při tom musí usilovat o přízeň diváků, kteří vše sledují prostřednoctvím vysílání Gore TV.
Hráč se ujímá jednoho z účastníků. Jeho cílem je probojovat se přes všech osm pater. Ta je jsou prceduráně generovaná a hráč nikdy neví, co jej v které místnosti čeká. Hráč musí také sledovat body sympatií publika, které mohou rozhodnout jaký speciální předmět dostane, nebo jak těžcí nepřátelé jej čekají. Hra také umožňuje online streamování, kdy o hráči rozhoduje skutečné publikum. 

## Přijetí
Bonusweb dal hře 40%. Negativně hodnotil ekonomický model ve hře, malé množství nábojů, nemožnost si vybrat postavu, malé množství zbraní jež má hráč v jeden čas k dispozici. Dalším kritizovaným bodem byla malá velikost místností, které jsou navíc podobné. Kadně hodnoceny však byly puzzle ve hře, vysoká obtížnost a předměty ve hře.
MujSoubor hodnotil Killing Room pozitivně. Kladně hodnocena byla hratelnost a obtížnost hry. Taktéž byly kladně hodnoceny RPG prvky, zpracování, nepřátelé a předměty. Jako zápor byla uvedena nutnost ručního přebíjení.